# Leucobryum acutifolium
Leucobryum acutifolium là một loài Rêu trong họ Dicranaceae. Loài này được (Mitt.) Cardot mô tả khoa học đầu tiên năm 1904.